# Felix Andries Vening Meinesz
Felix Andries Vening Meinesz (La Haya, 30 de julio de 1887 - Amersfoort, 10 de agosto de 1966) fue un geofísico y geodesta holandés conocido por la invención de un método preciso para medir la gravedad terrestre. Basándose en medidas de la anomalía gravitatoria usando ese método, Vening-Meinesz pudo deducir la estructura profunda de volcanes submarinos. Como resultado, publicó algunos de los primeros y más importantes estudios sobre la flexión de la litosfera terrestre. Sus técnicas y estudios fueron de gran relevancia para el conocimiento de la estructura profunda de la Tierra y el comportamiento mecánico de las capas más externas.

## Semblamza
El padre de Vening Meinesz, Sjoerd Anne Vening Meinesz, fue alcalde, primero de Róterdam y después de Ámsterdam. En 1910 se graduó en ingeniería civil en Delft. El mismo año comenzó a trabajar para el Estudio Gravitatorio de Holanda. En 1915 escribió su tesis de titulación sobre los defectos de los gravímetros utilizados en aquella época.
Vening Meinesz diseñó entonces un nuevo gravímetro, construido por el Real Instituto Meteorológico de los Países Bajos. El aparato disponía de dos péndulos del mismo tamaño suspendidos de un marco pero moviéndose en fases opuestas. Con espejos y rayos de luz, se registraba la diferencia de amplitud de las dos oscilaciones en una película. Vening Meinesz había descubierto que las aceleraciones horizontales (como las producidas por las olas en un barco) no tenían influencia sobre la diferencia de amplitud entre los dos péndulos. La diferencia registrada entonces es la amplitud de un péndulo teórico, no perturbado. De este modo era posible medir con más precisión la gravedad. Vening Meinesz comenzó con la medición de la gravedad en los Países Bajos, para lo que se creó una red de 51 estaciones de medición. Esta iniciativa se convirtió en un éxito, lo que le animó a realizar mediciones en el mar. Se ideó un gravimetro perfeccionado, suspendido en un "columpio". El experimento tuvo éxito, haciendo posible medir la gravedad en el mar. Entre 1923 y 1929 los altos (más de 2 metros) Vening Meinesz embarcó en pequeños submarinos para algunas expediciones incómodas.
Su objetivo era establecer la forma exacta del geoide terrestre. Cuando su expedición con el submarino Hr. Ms. K XVIII se filmó en un documental cinematográfico en 1935, Vening Meinesz se convirtió en un héroe del público holandés. Además, su investigación fue objeto de atención científica internacional. En 1927 se convirtió en profesor a tiempo parcial en geodesia, cartografía y geofísica en la Universidad de Utrecht, y en 1937 se pasó también a ser profesor en la Universidad Técnica de Delft. Le concedieron la Medalla Howard N. Potts del Instituto Franklin en 1936. En 1927 resultó elegido miembro de la Real Academia de Artes y Ciencias de los Países Bajos.
Durante la Segunda Guerra Mundial participó en la resistencia holandesa. Después de la guerra volvió a asumir sus tareas como profesor. De 1945 a 1951 fue el director de la agencia meteorológica holandesa. Se retiró en 1957.

## Eponimia
- El cráter lunar Vening Meinesz lleva este nombre en su memoria.[5]